# Adnane Messad-Kouchiche
Adnane Messad-Kouchiche (21 november 2005) is een Belgisch voetballer die onder contract ligt bij RWDM.

## Carrière
Messad-Kouchiche maakte in 2022 de overstap van RSC Anderlecht, waar hij drie seizoenen bij de jeugd speelde, voor RWDM. Tijdens de voorbereiding op het seizoen 2023/24 kreeg hij van Vincent Euvrard een kans bij het eerste elftal, maar Messad-Kouchiche bracht het seizoen 2023/24 vervolgens door bij de beloften van RWDM.
Ook tijdens de voorbereiding op het seizoen 2024/25 werd Messad-Kouchiche betrokken bij de A-kern: de tiener mocht invallen in de oefenwedstrijd tegen FC Ganshoren en werd geselecteerd voor de zomerstage van de A-kern in Wageningen. Op 17 augustus 2024 maakte hij vervolgens zijn profdebuut: op de eerste speeldag van de Challenger Pro League liet trainer Yannick Ferrera hem tegen Patro Eisden Maasmechelen (1-1-gelijkspel) in de 83e minuut invallen voor Islamdine Halifa.

## Clubstatistieken
| Seizoen         | Club            | Land            | Competitie      | Competitie | Competitie | Beker | Beker | Supercup | Supercup | Europees | Europees | Totaal | Totaal |
| Seizoen         | Club            | Land            | Competitie      | Wed.       | Dlp.       | Wed.  | Dlp.  | Wed.     | Dlp.     | Wed.     | Dlp.     | Wed.   | Dlp.   |
| --------------- | --------------- | --------------- | --------------- | ---------- | ---------- | ----- | ----- | -------- | -------- | -------- | -------- | ------ | ------ |
| 2024/25         | RWDM            | Vlag van België | Eerste klasse B | 1          | 0          | 0     | 0     | —        | —        | —        | —        | 1      | 0      |
| Carrière totaal | Carrière totaal | Carrière totaal | Carrière totaal | 1          | 0          | 0     | 0     | 0        | 0        | 0        | 0        | 1      | 0      |

Bijgewerkt op 19 februari 2025.
1 Lathouwers ·
3 Halilou ·
4 Doudaev ·
5 De Sart ·
6 Halifa ·
7 Montes ·
8 Abe ·
9 Parzyszek ·
10 Robail ·
11 Ziani ·
15 Laâziri ·
17 Barry ·
20 Poku ·
21 Marsoni ·
22 Soelle Soelle ·
23 Del Piage ·
26 Kestens ·
28 Hubert ·
29 Maurer ·
30 Baghli ·
31 Dodeigne ·
43 Sousa ·
49 Sapata ·
51 Preijs ·
53 Messad-Kouchiche ·
60 Awudu ·
70 Nkurunziza ·
77 Biron ·
83 Lemmens ·
84 El Arouch ·
99 Benjdida ·
Coach: Ferrera
· Assistent-coach: Baherlé
· Assistent-coach: De Camargo